# Ievgueni Iufit
Ievgueni Guiorguievitx Iufit (Евге́ний Гео́ргиевич Юфи́т Leningrad 1961 – Peterhof 13 de desembre de 2016) va ser un cineasta, fotògraf i pintor rus. Va ser membre fundador del moviment del cinema paral·lel soviètic.
Iufit es va fer famós per primera vegada pels seus curtmetratges macabres, que, com les pel·lícules de Guy Maddin, sovint semblaven que s'haguessin fet durant els anys 20 o 30. A la dècada de 1990, Iufit va començar a fer llargmetratges d'estil similar als seus curts, amb arguments sovint centrats en l'experimentació genètica i la pseudociència. El seu llargmetratge més notable és Serebriannie golovi, realitzat el 1998. Sovint se'l descriu com un necrorealista. Va morir el 13 de desembre de 2016 a Peterhof.